# Жуч
Жуч је жута или зеленкаста течност, производ лучења ћелија јетре код већине кичмењака. Жуч посебним системом жучних канала доспева из жучне кесе у дванаестопалачно црево (дуоденум) где помаже у процесу разлагања масти (липида). Пре споја са дуоденумом жучовод се спаја са сабирним водом из гуштераче. Жуч се излучује из жучне кесе на сигнал да су масноће ушле у дуоденум. Жучна кеса се сакупи и убризгава жуч у лумен дуоденума.
Жуч се састоји се од жучних соли, електролита, билирубина (разградни продукт хемоглобина), холестерола, и других липида. Такође садржи метаболите и разградне продукте ксенобиотика (лекова и отрова). Жуч служи као емулгатор за масти и витамине растворне у уљима у цревном тракту и омогућава бољу апсорпцију масних материја из црева.

## Физиолошке функције
Жуч делује у одређеној мери као сурфактант, помажући емулзификацију масти из хране. Анјон жучне соли има хидрофилни и хидрофобни део те има могућност окруживања капљица масти (триглицерида и фосфолипида) при чему се формирају мицеле, код којих је хидрофобни део окренут према унутра. Хидрофилни крај је позитивно наелектрисан због лецитина и других фосфолипида који сачињавају жуч и овај набој спречава капљице масти окружене жучи да се поново групишу у веће честице. Обично мицеле у дуоденуму имају пречник од око 14-33 .
Дисперзија масти из хране у мицеле омогућава већу површину за деловање ензима панкреасне липазе, која разлаже триглицериде и може да доспе у масно језгро кроз пукотине између жучних соли. Триглицерид се разлаже у две масне киселине и моноглицерид, који се апсорбују у зидовима црева. Након проласка кроз мембрану, масне киселине поново формирају триглицерид и апсорбују се у лимфни систем кроз лимфне капиларе. Без жучних соли, већина липида из хране би неразграђена изашла из организма као фекалије.
Како жуч повећава апсорпцију масти, то представља важан део апсорпције супстанци растворљивих у мастима, као што су витамини (Д, Е, К и А). Поред улоге у варењу, жуч служи као пут излучивања билирубина, нуспродукта еритроцита које рециклише јетра. Алкални жуч има функцију неутрализације вишка киселине, пре доласка у илеум, задњи део танког црева. Жучне соли такође делују као бактерициди, уништавајући многе микроорганизме присутне у храни.

## Жучне киселине
- Холна киселина
- Хенодеоксихолна киселина
- Гликохолна киселина
- Таурохолна киселина
- Деоксихолна киселина
- Литохолна киселина